# Tour de Pologne 1965
22. edycja wyścigu kolarskiego Tour de Pologne odbyła się w dniach 1–8 sierpnia 1965. Rywalizację rozpoczęło 104 kolarzy, a ukończyło 82. Łączna długość wyścigu – 1318 km.
Pierwsze miejsce w klasyfikacji generalnej zajął Józef Beker (LZS I), drugie Jerzy Mikołajczyk (Start I), a trzecie Władysław Kozłowski (LZS II).
Sędzią głównym wyścigu był Zbigniew Kubisiak.

## Etapy
| Etap      | Data       | Start – meta          | Długość (km)            | Zwycięzca etapu     | Lider       |
| I etap    | 1 sierpnia | Warszawa – Grunwald   | 191                     | Adam Gęszka         | Adam Gęszka |
| II etap   | 2 sierpnia | Brodnica – Kowalewo   | 39 (jazda ind. na czas) | Tadeusz Zadrożny    | Józef Beker |
| III etap  | 2 sierpnia | Kowalewo – Konin      | 145                     | Józef Staroń        | Józef Beker |
| IV etap   | 3 sierpnia | Konin – Głogów        | 212                     | Władysław Kozłowski | Józef Beker |
| V etap    | 4 sierpnia | Głogów – Zgorzelec    | 126                     | Daniël Renard       | Józef Beker |
| VI etap   | 5 sierpnia | Zgorzelec – Wałbrzych | 162                     | Tadeusz Zadrożny    | Józef Beker |
| VII etap  | 6 sierpnia | dookoła Świdnicy      | 72                      | Władysław Kozłowski | Józef Beker |
| VIII etap | 7 sierpnia | Świdnica – Kalisz     | 201                     | Janusz Janiak       | Józef Beker |
| IX etap   | 8 sierpnia | Kalisz – Łowicz       | 170                     | Manfred Matuszewski | Józef Beker |

## Końcowa klasyfikacja generalna

### Klasyfikacja indywidualna
| Poz. | Zawodnik            | Kraj   | Zespół   | Czas (średnia km/h)       |
| ---- | ------------------- | ------ | -------- | ------------------------- |
| 1.   | Józef Beker         | Polska | LZS I    | 32h 32' 43” (40,497 km/h) |
| 2.   | Jerzy Mikołajczyk   | Polska | Start I  | +00' 42"                  |
| 3.   | Władysław Kozłowski | Polska | LZS II   | +03' 16"                  |
| 4.   | Zygmunt Hanusik     | Polska | CRZZ I   | +03' 50"                  |
| 5.   | Marian Forma        | Polska | CRZZ I   | +03' 52"                  |
| 6.   | Stanisław Gazda     | Polska | Start I  | +04' 54"                  |
| 7.   | Henryk Świątek      | Polska | Start II | +05' 17"                  |
| 8.   | Benedykt Baścik     | Polska | LZS III  | +05' 34"                  |
| 9.   | Józef Staroń        | Polska | CRZZ I   | +07' 10"                  |
| 10.  | Józef Dylik         | Polska | LZS II   | +07' 15"                  |

### Klasyfikacja drużynowa
| 1. | Start I | 97h 51' 43" |
| 2. | CRZZ I  | +01' 18"    |
| 3. | LZS II  | +04' 52"    |
| 4. | LZS I   | +09' 45"    |
| 5. | LZS III | +15' 52"    |

### Klasyfikacja najaktywniejszych
| 1. | Zygmunt Hanusik       | Polska | 114 pkt |
| 2. | Marian Forma          | Polska | 131 pkt |
| 3. | Grzegorz Szumlakowski | Polska | 143 pkt |
| 4. | Stanisław Gazda       | Polska | 157 pkt |
| 5. | Józef Beker           | Polska | 187 pkt |